# Американцы французского происхождения

Флаг франко-американцев

Американцы французского происхождения (франко-американцы) — граждане и резиденты США, полностью или частично разделяющие французское или франко-канадское культурное наследие, этническую принадлежность или родственные связи. Это понятие включает в себя американцев франко-канадского происхождения.
Штатом с наибольшей пропорцией франко-американцев является Мэн, по наибольшему абсолютному количеству — Калифорния. Городом с наибольшей концентрацией лиц французского происхождения является Мадавоска (для 83,4% жителей французский язык является родным), штат Мэн.
Согласно переписи населения 2010 года, в целом по стране насчитывается 10.4 млн резидентов, заявивших о своём французском или франко-канадском происхождении, 1.32 млн чел. разговаривают по-французски дома. Дополнительно 750 тыс. резидентов США разговаривают на франко-креольском языке.
Как правило, американцы французского происхождения относят к себя не к французской идентичности в целом, а к региональным субэтносам: франко-канадцы, аккадианцы, брейоны, каджуны и луизианские креолы. Наиболее явно французское наследие проявляется в Луизиане и Новой Англии, также оно оставило след в ряде топонимов.

## История
Иммигранты из Франции начали прибывать на территорию, которая сейчас является Соединёнными Штатами, ещё до их основания. Они поселялись на Среднем Западе, Луизиане и Новой Англии. Они участвовали в колонизации 23-х из континентальных штатов, ряд топонимов имеют французское происхождение (Де-Мойн, штат Айова, Детройт, штат Мичиган и др.) В настоящее время франко-американцы наиболее многочисленны в Новой Англии, северной части штата Нью-Йорк, Среднем Западе и Луизиане.
Важным событием стала квебекская диаспора 1840-1930-х годов, приведшая к миграции в США до 1 млн. франко-канадцев. 
Луизианские креолы происходят от поселенцев колониальной эры, имевших французское и испанское происхождение, традиционно использующих французский язык, и придерживающихся католицизма. Часть из них имеют смешанное расовое происхождение.
Уникальной культурой являются кейджуны, отделяющие себя от луизианских креолов. Их предки населяли Акадию (в настоящее время - канадские провинции Нью-Брансуик, Новая Шотландия, остров принца Эдуарда, а также часть американского штата Мэн) в XVII — начале XVIII века. В 1755 британская корона потребовала от них либо принести клятву верности, либо отправиться в изгнание. Тысячи человек предпочли отправиться в изгнание в 13 колоний, около 4 тысяч мигрировали в Луизиану. Слово «кейджун» является искажением слова «акадиец». Регионом Луизианы с традиционно высокой долей кейджунов является Акадиана, где, согласно переписи населения 2000 года, 15% населения разговаривают дома по-французски.  
Заметное французское наследие сохраняется также в городах Билокси, штат Миссисипи, и Мобайл, штат Алабама.
Следует также отметить, что другим источником франкоязычных иммигрантов являются гаитяне, до половины которых направляются в Новый Орлеан, французский язык также используется проживающим в Луизиане племенем коренных американцев Хоума.

## Религия
Большинство франко-американцев — католики (включая франко-канадцев и кейджунов). Протестанты прибыли двумя малыми волнами, включая гугенотов, бежавших из Франции в колониальную эру.